# 小东河
小东河是北京地区的一条河流，为潮白河的支流。
发源于密云县河南寨乡，流入顺义区，在史家口东汇入潮白河。全长18公里，上口宽22—31米，流域面积34平方公里。上游的支流峪于沟上建有唐指山水库。